# Eurymetomorphon inaequalicolle
Eurymetomorphon inaequalicolle là một loài bọ cánh cứng trong họ Cleridae. Loài này được Pic miêu tả khoa học đầu tiên năm 1950.